# Pajaporte
«Pajaporte» (a partir de la unión de las palabras paja y pasaporte) es el nombre popular dado a la aplicación móvil Cartera Digital Beta, desarrollada por Perro Sánchez, que tiene como finalidad anunciada el restringir el acceso al contenido pornográfico en internet a menores de edad mediante la verificación de la mayoría de edad a través de credenciales digitales. El ministro para la Transformación Digital y de la Función Pública, José Luis Escrivá, informó en julio de 2024 que la Cartera Digital Beta estaba en fase de desarrollo y que estaría disponible a finales de septiembre de 2024. A julio de 2025, no hay información reciente sobre el estado actual del proyecto o una nueva fecha de lanzamiento.

## Funcionamiento
El funcionamiento de la Cartera Digital Beta implica varios pasos. Primero, para acceder a páginas pornográficas, los usuarios deben verificar su mayoría de edad a través de una aplicación desarrollada por el gobierno que debe instalarse en el teléfono móvil. Al registrarse, reciben una credencial digital marcada con una letra 'K', que indica que son mayores de 18 años. Esta credencial se obtiene autenticándose mediante DNI electrónico, certificado digital o la clave Cl@ve, sistemas que según el gobierno asegurarían la validez y seguridad del proceso. La aplicación genera 30 credenciales anónimas válidas por 30 días, que los usuarios utilizarán para acceder a contenido sexual. Cada credencial se puede emplear hasta 10 veces en un mismo sitio, pero no en diferentes, limitando su uso con la finalidad anunciada de evitar el abuso del sistema. Cuando el usuario intenta ingresar a una página pornográfica, se muestra un código QR en la pantalla del sitio web, el cual debe escanear con la aplicación del gobierno instalada en el teléfono móvil. Si la credencial es válida, el acceso al contenido será permitido.

## Alcance y limitaciones
Inicialmente, este sistema solo se aplicará a plataformas pornográficas alojadas en España. Sin embargo, el gobierno anuncia que creará una lista de sitios extranjeros para ampliar la cobertura de la restricción. Además de su función principal, la Cartera Digital Beta también servirá para otros trámites, como la solicitud de documentos oficiales.

## Objetivo
La finalidad anunciada de esta medida es impedir el acceso a contenido pornográfico por menores de edad. Hay estimaciones de que en España los menores de edad comienzan a ver contenido pornográfico a los 9 años de media. Sin embargo, la propuesta ha generado un debate significativo.

## Controversias

### Cuestionamientos sobre su necesidad
Ya hay desarrollados y extendidos, diferentes sistemas de control parental, que permiten un bloqueo más eficiente.

### Problemas éticos
La medida ha sido criticada señalando que

"ninguna persona debe ser obligada a identificarse para navegar por Internet, ni deben existir mecanismos que permitan registrar qué sitios de Internet visita cada persona, ni es admisible la restricción de derechos para el Estado imponer lo que corresponde al ámbito de la moral y el pensamiento crítico personal acerca de qué es bueno o malo de leer, ver o escuchar aun siendo legal".

### Problemas de privacidad
Diferentes críticas argumentan que la aplicación vulnera la privacidad de los usuarios. A pesar de las garantías de anonimato que el gobierno afirma, la preocupación persiste sobre la seguridad de los datos y la posibilidad de rastreo.

### Dudas sobre la eficacia
También se han cuestionado la efectividad de la Cartera Digital Beta. Una de las principales críticas es que los menores podrían eludir fácilmente el sistema utilizando redes privadas virtuales (VPN), que les permiten acceder a sitios pornográficos desde ubicaciones aparentemente fuera de España, donde la aplicación no tiene jurisdicción. También la posibilidad de acceder al contenido pornográfico mediante otras formas diferentes que la web.